# José Júlio de Araújo
José Júlio de Araújo (Itapecerica, 22 de julho  de 1943 – São Paulo, 18 de agosto de 1972) trabalhou no Banco da Lavoura de Minas Gerais e em um comércio de atacados. Foi militante da Ação Libertadora Nacional (ALN), durante a Ditadura, entrou na lista dos desaparecidos do regime militar . Seu caso é investigado pela Comissão Nacional da Verdade.

## Biografia
Nascido em Itapecerica, em Minas Gerais, era filho de Maria do Rosário Corrêa Araújo e do comerciante José de Araújo. Com dois meses de idade, perdeu uma porcentagem significativa da visão de seu olho esquerdo, fruto de uma catapora tardiamente tratada, mas mesmo assim, seguia uma vida normal e ingressou no Colégio Herculano Paz. Após alguns anos, se mudou para Belo Horizonte juntamente com sua família e passou a estudar no Grupo Escolar Cesário Alvim, sendo posteriormente transferido para o Colégio Anchieta, onde desenvolveu seu gosto pela literatura.
Aos 14 anos de idade, deu início a sua carreira profissional e começou a trabalhar no Banco da Lavoura de Minas Gerais. Nessa mesma época, por influência de um colega de trabalho, passou a se interessar por princípios socialistas, procurando se informar sobre as questões sociais do país e descobrir informações sobre a situação política vigente. Desistiu do colégio em seu 3º colegial (antiga 3ª série ginasial), com o pensamento de que sabia mais que seus professores.
Graças a sua linha de pensamento, fez amizade com muitas pessoas parecidas com ele e começou a participar de uma militância de maneira sigilosa pelo Partido Comunista Brasileiro (PCB), escondida de seus familiares e colegas. Nacionalista, tinha como preferência os cantores e compositores brasileiros, fã de Elis Regina e Carlinhos Lyra.
Com 20 anos de idade, deixou o trabalho no banco e passou a trabalhar em uma empresa de atacados chamada SOCIMA, da qual seu pai era sócio.
Durante a intensificação da perseguição política em 1968, viajou clandestinamente a São Paulo, onde passou a viver e atuar de modo sigiloso em sua militância.
Seu último contato pessoalmente com a família aconteceu no mesmo ano de sua viagem, durante um almoço com a presença de sua mãe e Valéria, sua irmã, e o amigo Gilney Amorim Viana - que posteriormente se tornou um anistiado político   -, no Restaurante do Papai, onde alegou que teria uma viagem ao Rio de Janeiro. Duas vezes após esse encontro, a polícia procurou pelo militante na casa de seus pais.
Em 1969, José Júlio viajou para Cuba, onde recebeu um treinamento militar. Na mesma época, estabeleceu o que seria seu último contato com a família, através de uma carta datada de 2 de março de 1971, em que pedia notícias dos familiares e solicitava ajuda a seus amigos que se encontravam presos. 
Após morar um ano no Chile, ele voltou ao Brasil em 1972, onde o cenário nacional de perseguição àqueles que eram contra o regime vigente já estava evidente, com ênfase naqueles que retornavam de Cuba. Passou a residir em São Paulo, junto com os companheiros Iara Xavier Pereira e Arnaldo Cardoso Rocha, todos militantes da Ação Libertadora Nacional (ALN), pouco antes de seu desaparecimento.

## Morte
Enquanto conversava em um bar com Valderez Nunes Fonseca, no dia 18 de agosto de 1972, no bairro paulista da Vila Mariana, foi preso pela equipe C do DOI-CODI, equipe chefiada por Dr. Ney, e desde então não foi mais visto.
O inquérito oficial afirma que José Júlio de Araújo teria sido morto durante um tiroteio, baleado por seguranças no bairro de Pinheiros, na rua Teodoro Sampaio. 
O policial Maurício José de Freitas, conhecido como Lunga , afirmou em sua versão que José havia encaminhado os policiais até outro militante, e roubado uma arma. Nesse depoimento, o torturador ainda afirmou que o jovem teria saído correndo em zigue-zague após o furto, e por este motivo acabou sendo atingido.
O laudo necroscópico foi assinado por Isaac Abramovitch e José H. da Fonseca, confirmando que o falecido teria sido atingido por quatro tiros: no lábio, no ombro direito, na cabeça e no peito.
Foi enterrado como indigente, com seus restos mortais depositados no Cemitério Dom Bosco, em Perus, em São Paulo.

## Testemunho
Valderez Nunes Fonseca, que havia sido preso juntamente a José, sobreviveu à prisão e prestou um testemunho por escrito, afirmando que os dois haviam sido colocados em celas diferentes, e que em um primeiro momento, ele foi interrogado apenas sobre as atividades do colega.
Na madrugada seguinte, ele foi transferido para outra cela, que continha roupas usadas por Araújo no dia em que foi preso, cheias de sangue e rasgadas, indo contra a versão original de sua morte.

## Exumação e Inquérito Familiar
Em 1975, aconteceu a exumação dos restos mortais de José Júlio, e em agosto do mesmo ano, seu irmão Márcio, viajou a São Paulo para recuperá-los e transferi-los para uma sepultura no Cemitério da Lapa. No entanto, uma crise emocional o impediu de realizar essa mudança, e ele acabou levando a caixa com os ossos do irmão para Belo Horizonte, e a escondeu no sótão da casa. Ainda perturbado pela crise, Márcio se suicidou no ano seguinte.
A mãe, que estava ciente da situação, havia optado pelo sigilo por não possuir nenhum documento que legitimasse o enterro desses restos mortais.
Vinte anos após o acontecido, um encanador e informante do governo que mantinha sob vigia a casa da família Araújo, encontrou a caixa e denunciou à polícia. Com isso, foi aberto um inquérito contra a mãe e a irmã do falecido, que foram acusadas por ocultação de cadáver.
Após exames periciais e resgate histórico do caso, o inquérito foi encerrado e a família inocentada. Os mesmos exames confirmaram que a versão do laudo necroscópico divulgado na época era falsa, e que as marcas em seu corpo correspondiam a marcas de tortura.
José Júlio foi sepultado no dia 6 de dezembro de 1993, no Cemitério Parque da Colina.